# Stazione meteorologica di Trieste Ronchi dei Legionari
La stazione meteorologica di Ronchi dei Legionari è la stazione meteorologica di riferimento per il Servizio Meteorologico dell'Aeronautica Militare e l'Organizzazione Mondiale della Meteorologia relativamente alla parte pianeggiante della provincia di Gorizia e alla pianura friulana sudorientale.

## Caratteristiche

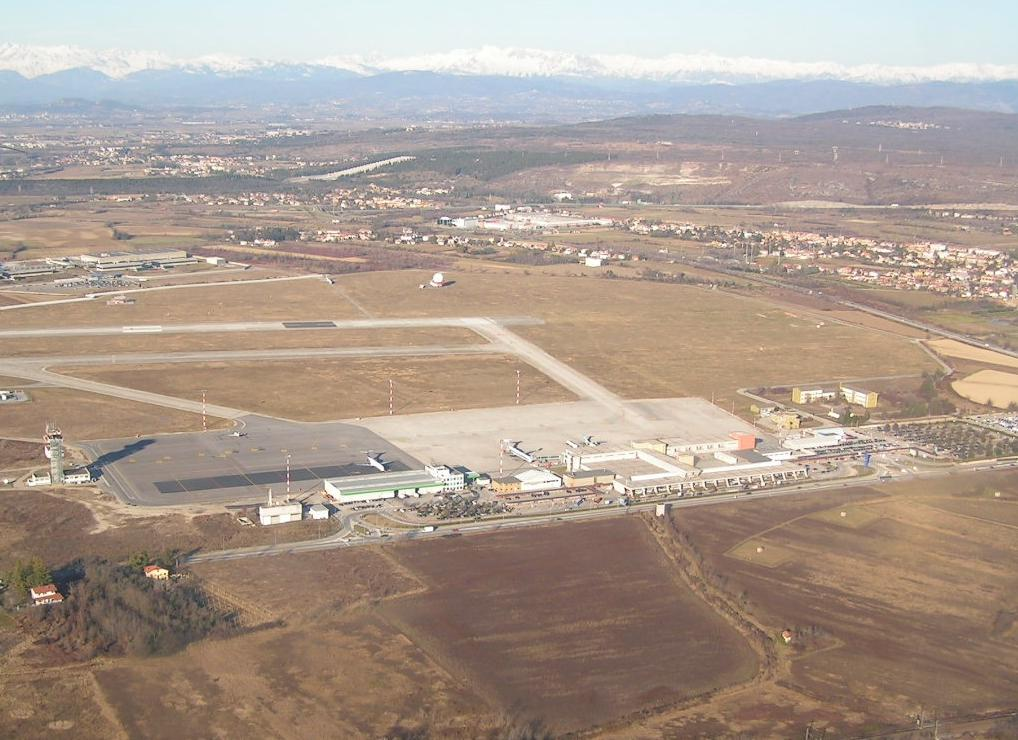
Veduta aerea dell'area di ubicazione della stazione meteorologica

La stazione meteorologica, gestita dall'ENAV, si trova nell'area climatica della pianura friulana nell'Italia nord-orientale, nel Friuli-Venezia Giulia, in provincia di Gorizia, alle coordinate geografiche 45°49′47.27″N 13°27′21.95″E a 12 metri s.l.m. nel comune di Ronchi dei Legionari, presso l'aeroporto del Friuli Venezia Giulia intitolato a Savorgnan di Brazzà. Poiché le compagnie aeree per comodità utilizzano per quell'aeroporto la denominazione Trieste pur non essendo ubicato nella sua provincia né tantomeno nel suo comune, i mezzi di stampa superficiali e male informati spesso usano i dati di questa stazione diffondondoli come dati meteorologici di Trieste, nonostante Ronchi si trovi ben 40 km a nord della città giuliana e molto al di fuori di quella provincia, dalla quale differisce climatologicamente in modo sostanziale, con minime notturne fino a 10 gradi più fredde di quelle registrate alla stazione dell'aeronautica militare a Trieste Barcola (TS).

## Medie climatiche ufficiali

### Dati climatologici 1971-2000
In base alle medie climatiche del trentennio 1971-2000, le più recenti in uso, la temperatura media del mese più freddo, gennaio, è di +4,1 °C, mentre quella del mese più caldo, luglio, è di +22,8 °C; mediamente si contano 60 giorni di gelo all'anno e 33 giorni annui con temperatura massima uguale o superiore ai 30 °C. Nel trentennio esaminato, i valori estremi di temperatura sono i +37,7 °C dell'agosto 1998 (valore poi superato dai +38,2 °C del luglio 2006, dai +39,2 °C del luglio 2015 e dai +38,4 °C dell'agosto 2015) e i -13,6 °C del gennaio 1985 (record poi battuto dai -15,5 °C del dicembre 2009).
Le precipitazioni medie annue si attestano a 1.104 mm, mediamente distribuite in 96 giorni, con minimo relativo in inverno, picco massimo in autunno e massimo secondario in primavera per gli accumuli totali stagionali.
L'umidità relativa media annua fa registrare il valore di 71,3% con minimi di 68% a marzo e a luglio e massimo di 76% a dicembre; mediamente si contano 25 giorni all'anno con episodi nebbiosi.
Di seguito è riportata la tabella con le medie climatiche e i valori massimi e minimi assoluti registrati nel trentennio 1971-2000 e pubblicati nell'Atlante Climatico d'Italia del Servizio Meteorologico dell'Aeronautica Militare relativo al medesimo trentennio.
| Ronchi Dei Legionari (1971-2000) | Mesi         | Mesi         | Mesi        | Mesi        | Mesi        | Mesi        | Mesi        | Mesi        | Mesi        | Mesi        | Mesi        | Mesi         | Stagioni | Stagioni | Stagioni | Stagioni | Anno    |
| Ronchi Dei Legionari (1971-2000) | Gen          | Feb          | Mar         | Apr         | Mag         | Giu         | Lug         | Ago         | Set         | Ott         | Nov         | Dic          | Inv      | Pri      | Est      | Aut      | Anno    |
| -------------------------------- | ------------ | ------------ | ----------- | ----------- | ----------- | ----------- | ----------- | ----------- | ----------- | ----------- | ----------- | ------------ | -------- | -------- | -------- | -------- | ------- |
| T. max. media (°C)               | 8,4          | 10,3         | 13,8        | 17,2        | 22,6        | 26,2        | 28,9        | 28,8        | 24,7        | 19,2        | 13,2        | 9,2          | 9,3      | 17,9     | 28,0     | 19,0     | 18,5    |
| T. min. media (°C)               | −0,2         | 0,4          | 3,0         | 6,4         | 11,0        | 14,5        | 16,7        | 16,4        | 12,9        | 8,4         | 3,3         | 0,5          | 0,2      | 6,8      | 15,9     | 8,2      | 7,8     |
| T. max. assoluta (°C)            | 20,8 (1989)  | 24,0 (1990)  | 26,2 (1990) | 28,5 (2000) | 32,0 (1979) | 35,7 (1996) | 36,0 (1982) | 37,7 (1998) | 36,0 (1985) | 28,7 (1975) | 22,5 (1983) | 17,4 (1979)  | 24,0     | 32,0     | 37,7     | 36,0     | 37,7    |
| T. min. assoluta (°C)            | −13,6 (1985) | −11,0 (1987) | −8,2 (1987) | −2,7 (1981) | 1,6 (1979)  | 5,4 (1980)  | 9,3 (2000)  | 6,7 (1995)  | 2,0 (1977)  | −4,4 (1973) | −7,4 (1988) | −11,9 (1996) | −13,6    | −8,2     | 5,4      | −7,4     | −13,6   |
| Giorni di calura (Tmax ≥ 30 °C)  | 0            | 0            | 0           | 0           | 0           | 5           | 13          | 13          | 2           | 0           | 0           | 0            | 0        | 0        | 31       | 2        | 33      |
| Giorni di gelo (Tmin ≤ 0 °C)     | 17           | 14           | 7           | 0           | 0           | 0           | 0           | 0           | 0           | 1           | 7           | 14           | 45       | 7        | 0        | 8        | 60      |
| Precipitazioni (mm)              | 67,2         | 59,0         | 82,2        | 102,1       | 91,7        | 101,6       | 76,7        | 93,9        | 119,3       | 119,0       | 100,8       | 90,0         | 216,2    | 276,0    | 272,2    | 339,1    | 1 103,5 |
| Giorni di pioggia                | 7            | 6            | 7           | 9           | 10          | 9           | 8           | 7           | 8           | 9           | 8           | 8            | 21       | 26       | 24       | 25       | 96      |
| Giorni di nebbia                 | 7            | 4            | 2           | 1           | 0           | 0           | 0           | 0           | 1           | 2           | 3           | 5            | 16       | 3        | 0        | 6        | 25      |
| Umidità relativa media (%)       | 74           | 69           | 68          | 70          | 71          | 70          | 68          | 69          | 72          | 74          | 74          | 76           | 73       | 69,7     | 69       | 73,3     | 71,3    |

### Dati climatologici 1961-1990
In base alla media trentennale di riferimento 1961-1990, ancora in uso per l'Organizzazione meteorologica mondiale e definita Climate Normal (CLINO), la temperatura media del mese più freddo, gennaio, si attesta a +3,8 °C, quella del mese più caldo, luglio, è di +22,7 °C; mediamente si contano 63 giorni di gelo all'anno.
La nuvolosità media annua si attesta a 4,1 okta giornalieri, con minimo di 3,1 okta giornalieri ad agosto e massimo di 4,8 okta giornalieri a gennaio.
Le precipitazioni medie annue, abbondanti e distribuite in modo irregolare con un minimo relativo invernale, risultano essere superiori ai 1100 mm e distribuite mediamente in 94 giorni.
L'umidità relativa media annua fa registrare il valore di 71,5% con minimi di 68% a marzo, a luglio e ad agosto e massimo di 76% a dicembre.
Il vento presenta una velocità media annua di 3,8 m/s, con minimi di 3,5 m/s a giugno, a luglio, ad agosto e a settembre e massimo di 4,2 m/s a febbraio; la direzione prevalente è di levante durante tutto l'arco dell'anno.
| Ronchi Dei Legionari (1961-1990) | Mesi  | Mesi  | Mesi  | Mesi  | Mesi  | Mesi  | Mesi  | Mesi  | Mesi  | Mesi  | Mesi  | Mesi  | Stagioni | Stagioni | Stagioni | Stagioni | Anno    |
| Ronchi Dei Legionari (1961-1990) | Gen   | Feb   | Mar   | Apr   | Mag   | Giu   | Lug   | Ago   | Set   | Ott   | Nov   | Dic   | Inv      | Pri      | Est      | Aut      | Anno    |
| -------------------------------- | ----- | ----- | ----- | ----- | ----- | ----- | ----- | ----- | ----- | ----- | ----- | ----- | -------- | -------- | -------- | -------- | ------- |
| T. max. media (°C)               | 8,1   | 10,0  | 13,4  | 17,3  | 22,4  | 25,9  | 28,9  | 28,3  | 24,8  | 19,5  | 13,3  | 8,9   | 9,0      | 17,7     | 27,7     | 19,2     | 18,4    |
| T. min. media (°C)               | −0,5  | 0,8   | 3,1   | 6,4   | 10,8  | 14,3  | 16,5  | 16,1  | 13,0  | 8,2   | 3,6   | 0,3   | 0,2      | 6,8      | 15,6     | 8,3      | 7,7     |
| Giorni di gelo (Tmin ≤ 0 °C)     | 18    | 13    | 7     | 1     | 0     | 0     | 0     | 0     | 0     | 1     | 7     | 16    | 47       | 8        | 0        | 8        | 63      |
| Nuvolosità (okta al giorno)      | 4,8   | 4,4   | 4,5   | 4,5   | 4,3   | 4,1   | 3,2   | 3,1   | 3,4   | 3,8   | 4,4   | 4,4   | 4,5      | 4,4      | 3,5      | 3,9      | 4,1     |
| Precipitazioni (mm)              | 83,0  | 77,0  | 74,8  | 97,8  | 92,9  | 105,2 | 75,3  | 103,4 | 109,3 | 102,8 | 111,0 | 95,7  | 255,7    | 265,5    | 283,9    | 323,1    | 1 128,2 |
| Giorni di pioggia                | 8     | 8     | 7     | 8     | 10    | 9     | 7     | 8     | 7     | 7     | 8     | 7     | 23       | 25       | 24       | 22       | 94      |
| Umidità relativa media (%)       | 75    | 71    | 68    | 71    | 71    | 71    | 68    | 68    | 71    | 74    | 74    | 76    | 74       | 70       | 69       | 73       | 71,5    |
| Vento (direzione-m/s)            | E 3,9 | E 4,2 | E 4,1 | E 4,0 | E 3,6 | E 3,5 | E 3,5 | E 3,5 | E 3,5 | E 3,8 | E 4,1 | E 4,1 | 4,1      | 3,9      | 3,5      | 3,8      | 3,8     |

## Valori estremi

### Temperature estreme mensili dal 1967 ad oggi
Nella tabella sottostante sono riportate le temperature massime e minime assolute mensili, stagionali ed annuali dal 1967 ad oggi, con il relativo anno in cui queste sono state registrate. La massima assoluta del periodo esaminato di +39,2 °C registrati nel luglio 2015, mentre la minima assoluta di -15,5 °C è del dicembre 2009 (ragguardevoli anche i -13,6 °C del gennaio 1985, i -12,4 °C registrati nella terza decade del gennaio 2006, i -12,1 °C del 6 febbraio 2012, i -11,9 °C della terza decade del dicembre 1996 e i -11,0 °C della prima decade del marzo 1971 e della prima decade del febbraio 1991).
| Ronchi Dei Legionari (1967-2023) | Mesi         | Mesi         | Mesi         | Mesi        | Mesi        | Mesi        | Mesi        | Mesi        | Mesi        | Mesi        | Mesi        | Mesi         | Stagioni | Stagioni | Stagioni | Stagioni | Anno  |
| Ronchi Dei Legionari (1967-2023) | Gen          | Feb          | Mar          | Apr         | Mag         | Giu         | Lug         | Ago         | Set         | Ott         | Nov         | Dic          | Inv      | Pri      | Est      | Aut      | Anno  |
| -------------------------------- | ------------ | ------------ | ------------ | ----------- | ----------- | ----------- | ----------- | ----------- | ----------- | ----------- | ----------- | ------------ | -------- | -------- | -------- | -------- | ----- |
| T. max. assoluta (°C)            | 20,8 (1989)  | 24,8 (2021)  | 26,2 (1990)  | 30,1 (2012) | 33,3 (2007) | 37,5 (2022) | 39,2 (2015) | 38,4 (2015) | 36,0 (1985) | 30,0 (2011) | 25,5 (2004) | 19,5 (2016)  | 24,8     | 33,3     | 39,2     | 36,0     | 39,2  |
| T. min. assoluta (°C)            | −13,6 (1985) | −12,1 (2012) | −11,8 (2005) | −5,7 (2003) | 0,3 (1970)  | 3,8 (2005)  | 7,2 (2007)  | 6,7 (1995)  | 2,0 (1977)  | −6,0 (1997) | −7,4 (1988) | −15,5 (2009) | −15,5    | −11,8    | 3,8      | −7,4     | −15,5 |